# Manthia Diawara
Manthia Diawara (* 19. Dezember 1953 in Bamako) ist ein malischer Filmschaffender, Kulturtheoretiker, Kunsthistoriker und Professor.

## Leben und Werk
Manthia Diawara lebte bis 1964 in Guinea. Er erlangte 1985 den Ph.D. an der Indiana University. Diawara war Professor an der University of Pennsylvania, der University of California, Santa Barbara und später Professor für Komparatistik und Filmwissenschaft an der New York University. Zudem ist er Leiter des Instituts für Afrikanisch-Amerikanische Angelegenheiten der New York University.

### Filme (Auswahl)
- 1994: Sembène: The Making of African Cinema (mit Ngũgĩ wa Thiong’o)
- 1995: Rouch in Reverse
- 2003: Bamako Sigi-Kan

### Schriften (Auswahl)
- African Cinema: Politics & Culture: Politics and Culture (Blacks in the Diaspora), Manthia Diawara, Indiana University Press (IPS) (22. April 1992) (englisch) ISBN 978-0-253-20707-4
- Black American Cinema (Afi Film Readers) (englisch), Manthia Diawara, (11. November 1993), Routledge, ISBN 978-0-415-90397-4
- In Search of Africa, Manthia Diawara, Harvard University Press (November 15, 2000), (englisch), ISBN 978-0-674-00408-5
- We Won't Budge: An African Exile in the World, Manthia Diawara (englisch), 20. August 2004, ISBN 978-0-465-01710-2
- Bamako-Paris-New-York: itinéraire d'un exilé, Manthia Diawara, Présence africaine, 2007, (französisch) ISBN 978-2-7087-0779-5
- African Film: New Forms of Aesthetics and Politics, Manthia Diawara, 25. Mai 2010, Prestel; Auflage: Pap/DVD (3. Mai 2010), (englisch), ISBN 978-3-7913-4342-6